# Rodhiá
Rodhiá är en ort i Grekland.   Den ligger i prefekturen Nomós Irakleíou och regionen Kreta, i den sydöstra delen av landet, 300 km söder om huvudstaden Aten. Rodhiá ligger 318 meter över havet och antalet invånare är 320.
Terrängen runt Rodhiá är kuperad åt nordväst, men åt sydost är den platt. Havet är nära Rodhiá åt nordost.  Närmaste större samhälle är Heraklion, 11,9 km öster om Rodhiá. 